# Tramlijn 42 (NMVB)/Antwerpen
Deze lijn behoorde tot de buurtspoorwegen van de provincie Antwerpen uitgebouwd door de NMVB en heeft van 1889 tot 1958 gereden tussen Antwerpen, Broechem en Lier. Pas na de elektrificatie in 1930 en de doortrekking naar de Rooseveltplaats in 1935 wordt het lijnnummer 42 gebruikt. Voorheen werden de volgende lijnletters gebruikt voor de elektrische trams: W = Wommelgem, B = Broechem, B = Broechem Lier. Stoomtrams hadden koersborden met de bestemming.

## Geschiedenis

### Aanleg

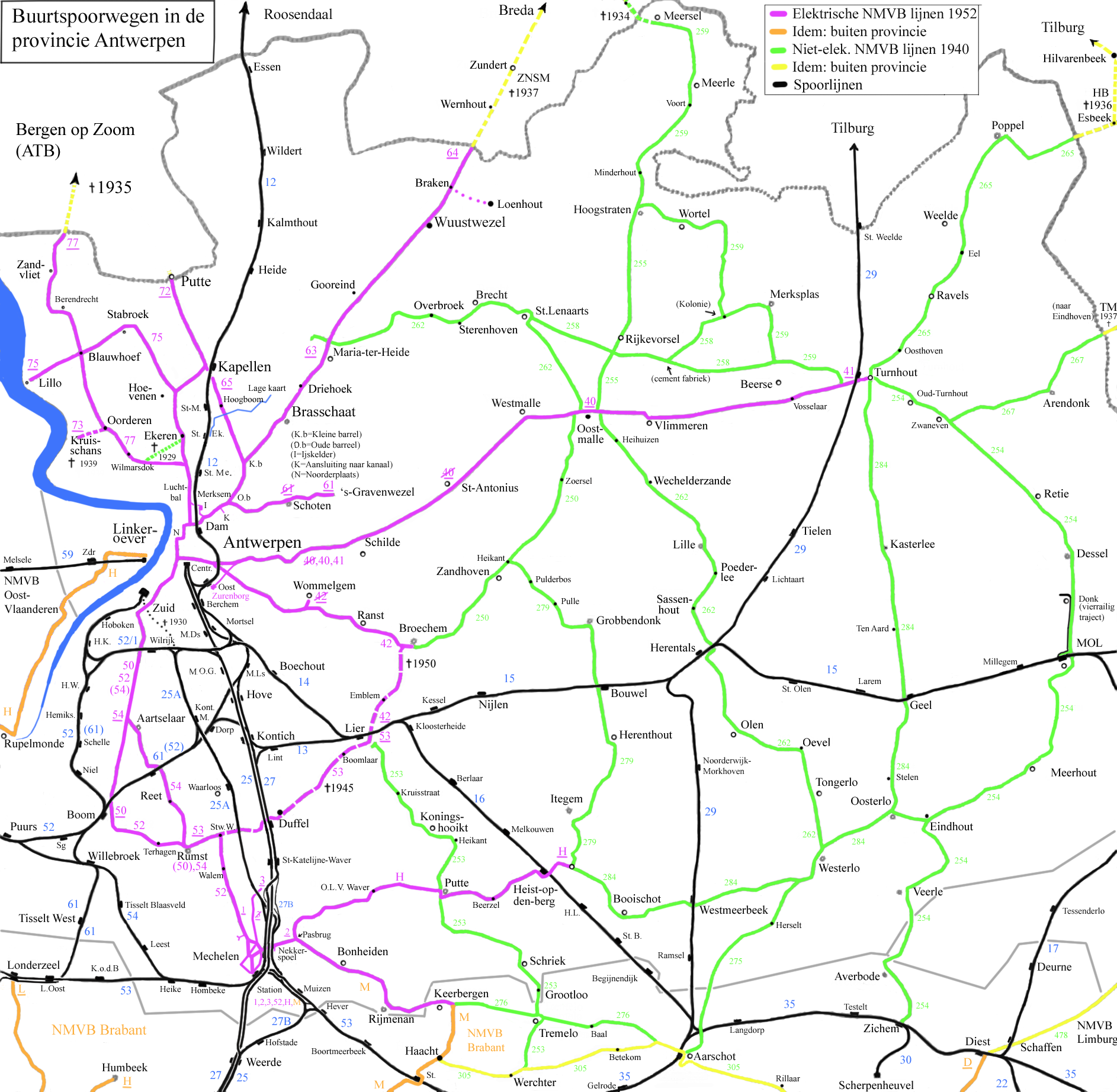
Kaart van de buurtspoorlijnen in de provincie Antwerpen

In de tweede helft van de 19e eeuw waren nog veel plaatsen in de provincie Antwerpen niet bereikbaar per spoor. Dat is het groot gebied afgebakend door de spoorlijn Roosendaal - Essen - Antwerpen - Lier - Herentals - Turnhout - Tilburg (zie kaart). Hierdoor konden lokale sectoren zoals landbouw en nijverheid zich niet ontwikkelen. Daarom werden de buurtspoorwegen aangelegd om door het spoornet niet bediende plaatsen te bereiken. Na de oprichting van de Nationale Maatschappij van Buurtspoorwegen in 1885 werden in samenwerking met de provincie Antwerpen en de gemeentes twee kapitalen (maatschappijen) opgericht en gefinancierd om het gebied te ontsluiten:
- Kapitaal 1: Antwerpen - Hoogstraten / Turnhout voor het noordelijk gedeelte
- Kapitaal 31: Antwerpen - Broechem - Oostmalle / Lier voor het zuidelijk gedeelte

De NMVB kreeg verschillende aanvragen van gemeentes die een buurtspoorweg wilden. Op 27 september 1884 besloot de NMVB om de studie aan te gaan voor de nieuwe tramlijn tussen Antwerpen en Broechem. Zij ontdekte toen dat de tram doortrekken naar Zandhoven en Lier ook een optie was. De kostprijs voor deze lijn zou komen op 1.856.710 Belgische frank. Dit werd kapitaal 31, later verlengd naar Oostmalle.
Voor de exploitatie werden beide kapitalen verpacht aan de "Antwerpsche Maatschappij voor den Dienst van Buurtspoorwegen" (AMDB) die de lijnen tot 1920 in beheer had.
De opening van de lijnen van kapitaal 31 zijn:
- 31-10-1889: Antwerpen (Stenenbrug) tot Zandhoven en Lier.
- 12-04-1896: Zandhoven - Oostmalle

### Het succes in de begintijd
Op donderdag 31 oktober 1889 werd de lijn Antwerpen – Berchem – Zandhoven – Lier zonder feestelijkheden in gebruik genomen. De tram vervoerde zowel mensen als goederen. Het goederenvervoer startte op maandag 25 november 1889. Tijdens de eerste twee maanden vervoerde men 27.117 reizigers met als resultaat een ontvangst van 12.052,80 frank. De prijzen voor het reizigersvervoer werd in 1889 vastgesteld. De reizigers betaalden volgens de reisafstand in kilometers. In eerste klas was dit 7 centiemen per km met een minimum van 15 centiemen, in tweede klas vijf centiemen per km met een minimum van 10 centiemen. Men werkte met abonnementen voor arbeiders of schoolgaande jeugd in tweede klas. De tram vervoerde in die eerste twee maanden 510,9 ton wat voor een opbrengst van 579,90 frank zorgde. In Wommelgem lag van september 1910 tot september 1912 de extra aansluiting 'Van Den Cloot' tussen Borsbeek – fort 2 Wommelgem-station. Deze lijn werd aangelegd door Jan Van Den Cloot, een aannemer in bouwmaterialen uit Antwerpen. De goederen van heel de streek werden in Antwerpen Zurenborg en Lier handmatig overgeladen op het landelijk spoornet en vice versa.

### Eerste Wereldoorlog
In de begintijd waren de lijnen verlieslatend en wanneer de Duitsers tijdens de Eerste Wereldoorlog rails voor het front opeisten, werd in 1915 de lijn Lier - Oostmalle opgebroken. Na de oorlog werd de lijn gelijk heraangelegd als meterspoor: op 15 september 1919: Oostmalle - Massenhoven, 27 oktober tot Broechem, 17 november tot Lier. Alle buurtspoorweglijnen in de provincie Antwerpen waren oorspronkelijk aangelegd met het Kaapspoor spoorwijdte gebruikt in het Nederlandse Noord-Brabant om het doorrijden naar Nederland mogelijk te maken. De lijn Antwerpen - Broechem werd kort daarna omgebouwd naar meterspoor. Tijdens de Eerste Wereldoorlog volgden de dagen van wel en niet uitrijden elkaar op. De vervoersmaatschappijen kwamen in financiële moeilijkheden. De Eerste Wereldoorlog deed de bedrijfskosten stijgen tot 400 percent. Men mocht de tarieven echter maar tot 100 percent verhogen. Door de zware verliezen en herbouwkosten was de AMDB genoodzaakt de concessie terug te geven in 1920 en namen de buurtspoorwegen de exploitatie over in eigen beheer.

### Elektrificatie
De elektrificatie van het deel tussen Antwerpen en Wommelgem werd in 1925 uitgevoerd en getest. Op 14 maart 1926 werd deze in gebruik genomen. Dit keer was er wel een plechtige inhuldiging voorzien. Pas twee jaar later werd de lijn verder geëlektrificeerd. Op 12 februari 1928 werd het tweede deel, tussen Wommelgem-station en Broechem ingehuldigd. De derde en laatste elektrificatie tussen Broechem en Lier kwam op 28 juni 1930 in dienst. Te Broechem was er aansluiting op de stoomtram richting Oostmalle. In de jaren 30 van de twintigste eeuw werden de stoomtrams vervangen door dieseltrams (autorails) en autobussen voor de reizigersdienst. Vanaf 16 april 1933 kon in Lier elektrisch doorgereden worden naar Rumst op tramlijn 53 (aansluiting aldaar naar Mechelen).

### Nieuwe route in Deurne en uitbreiding
De oude stoomtramroute bij Antwerpen was: Zurenborg (buitenzijde van de spoorweg), langs de spoorlijn tot Stenenburg en Turnhoutsepoort, dan Turnhoutsebaan, Parkweg (Plaatselijk ook als het Kattenzand bekend op de grens van Deurne-Dorp en het Rivierenhof ten noorden van het huidige districtshuis van Deurne, is onherkenbaar nu), Hooftvunderlei, Sterckshoflei en Herentalsebaan. Voor de elektrificatie is een meer rechtstreekse route langs de Herentalsebaan aangelegd en geopend op 1 mei 1925 maar toen nog niet elektrisch. Het oude traject is voor de lijn naar Broechem gesloten op 26 augustus 1931. Een gedeelte van dit traject werd ook gebruikt voor de tram naar Oostmalle, maar die tram kreeg ook een nieuwe route langs de Turnhoutsebaan vanaf 1926. Voor een tijdje werd nog een trampendeldienst ingelegd van Stenenbrug tot Zurenborg. Remiseritten reden wel door tot Zurenborg. Op 5 juni 1931 kreeg Wommelgem meer openbaar vervoer bij. Er werd vervoer tussen Borgerhout (Stenenbrug (Antwerpen)) en Wommelgem-Dorp. Deze tram 45 vertrok in Wommelgem-dorp. De 45 was al snel een ‘‘familiaal trammeke’’ met vertrouwelijke reizigers. Er lag nog steeds maar één spoor voor deze trams. Op bepaalde plaatsen was er een wisselstuk voorzien. Als het rood werd moest men op dit wisselstuk wachten. Rood betekende dat op datzelfde spoor een tram van de andere richting kwam. Dat was de moment voor de bestuurder om het sanitair te bezoeken.

### Tweede Wereldoorlog
Begin 1940 werd een ogenblik gedacht om in het geval dat de Duitsers België zouden bezetten het buurspoornetwerk af te breken. De maatschappij stelde dit zelf voor, maar de regering keurde dit af. Toen uiteindelijk een bezetting door de Duitsers plaatsvond, was duidelijk dat er toch te weinig tijd was geweest om dit afgelaste plan uit te voeren. Op 15 mei 1940 heeft zelfs al het vervoer stilgelegen. Lijn 42 hernam haar taak op 23 mei. Toen er gemeld werd dat de geallieerden de stad naderden gaf men bevel tot het binnenrijden in de stelplaatsen. Na de bevrijding werden de tramlijnen ten zuiden van het Albertkanaal vrij vlug in gebruik genomen. Op deze lijn werd ook wel veel aan smokkelen gedaan. De mensen probeerden zich tijdens deze woelige tijden zo toch nog van groenten, aardappelen, vlees, kaas en boter te voorzien.

### Afschaffing
Op 27 september 1958 kwam er een einde aan het gebruik van tram 42. (1 juni 1959 voor goederen) De afschaffing van de lijn zorgde voor veel protest van de Wommelgemnaren. De taak van tram 42 werd overgenomen door autobussen. De lijn Broechem - Lier werd al op 30 juni 1950 opgeheven voor de reizigersdienst (op 3 april 1952 voor goederen) en de aftakking naar Wommelgem dorp op 20 november 1955. De aansluitende motortrams in Broechem naar Oostmalle werden al op 30 juni 1950 opgeheven. (goederenverkeer op 20 september 1954) De sporen tot Silsburg bleven in gebruik voor de stadstram van Antwerpen.

## Beginhalte in Antwerpen & Wommelgem
De tram vertrok aan Antwerpen-Zurenborg bij de stelplaats en kwam 9 kilometer verder in Wommelgem aan. Na de elektrificatie reden de meeste trams niet door tot Zurenborg maar keerden in de Driehoeksstraat in Borgerhout vanwaar er aansluiting was op de stadstram. (Elektrische trams hadden immers geen water en kolen nodig na elke rit) Vanaf 1935 reden de trams door tot de Victorieplaats in het centrum van Antwerpen. Op het grondgebied van Wommelgem bedroeg de lengte van de lijn 4.390,40 m en het spoor werd aangelegd met een spoorbreedte van 1,067m. De lijn lag in zijn doortocht naar Broechem langs de linkerkant van de Herentalsebaan. De Herentalsebaan behoort aan de éne kant tot Wommelgem en de overkant tot Borsbeek. Voor de aanleg op deze bewoonde baan zijn geen onteigeningen nodig geweest. Wommelgem telde in het begin twee halten. De derde halte (buiten Wommelgem) 'Schawijk' stond 7,614 km verder. Vandaag de dag zijn de afstanden tussen de halten korter.

## Dienstregeling

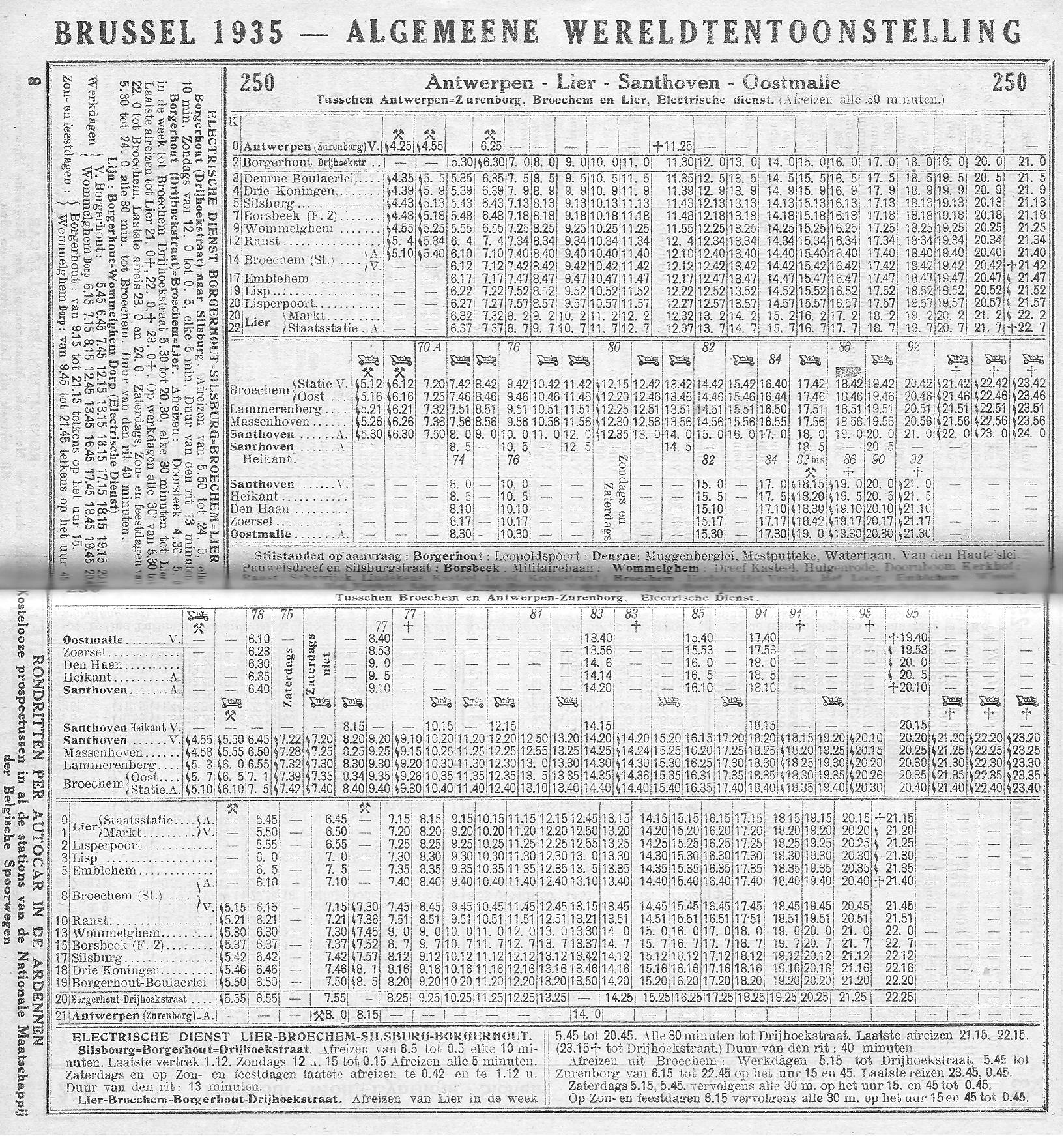
De elektrische dienstregeling in 1933 met aansluiting naar Oostmalle

In de begintijd reed de stoomtram 6 keer per dag in de zomer naar Lier. In de winter reed hij 4 keer. Het aantal kon gewijzigd worden naargelang speciale gebeurtenissen. Enkele voorbeelden die voor een wijziging in uren konden zorgen: jaarmarkt, stoeten, bedevaart enz.
De elektrische dienst in 1933 bestond uit een stadsdienst Silsburg - Borgerhout met een 10 minuten frequentie (In de spits 5 minuten). Daarnaast was er een halfuursdienst Antwerpen - Broechem - Lier. Het Antwerpse eindpunt in Borgerhout was Stenenbrug vanwaar overgestapt moest worden op de stadstram. Vanaf 3 juni 1935 reden de buurtspoorwegtrams door tot Victorieplaats in Antwerpen. Vanaf 1937 nam de TAO (Tramwegen van Antwerpen en Omgeving) de lokale dienst tot Silsburg over. Dit traject wordt nog steeds bereden door tramlijn 24 van De Lijn.
Tramlijn 42 kende twee korttraject diensten:
- 42 dubbel doorstreept: Tot Wommelgem dorp (ook lijnnummer 45 werd gebruikt)
- 42 doorstreept: Tot Broechem

## Tracé
De hele lijn is aan de zijkant van weg aangelegd en kent geen eigen tracé. Voorbij Silsburg was deze lijn enkelsporig met regelmatig kruisingen bij haltes. In de dorpskernen van Wommelgem (later een aftakking) en Ranst kwam de tram niet. Broechem station ligt op het traject naar Oostmalle, waardoor de trams Antwerpen - Lier in dit station moesten keren. Voor elektrische trams kon dit snel uitgevoerd worden.

## Stoomtram materieel

### Opbouw
In die tijd werkte men met stoomtrams. De tram werd samengesteld uit stoomtramlocomotief, een rijtuig eerste klas, meerdere rijtuigen tweedeklas en aan het einde van de tram een reisgoederenwagen of pakwagen. De locomotieven waren drie assige tenderloks met twee stuurposten.

### Indeling
Er werd een onderscheid gemaakt tussen eerste en tweede klas rijtuigen. In eerste klas waren rijtuigen met een open platform. Er was geen verwarming. De zitplaatsen waren bekleed met fluwelen kussens. Er waren 32 plaatsen waaronder 12 staanplaatsen. Men maakte zelfs een onderscheid tussen plaatsen voor rokers en niet-rokers. In tweede klas waren de zitbanken volledig in hout. Er was geen afzonderlijke afdeling voor rokers en niet-rokers. Er waren 41 plaatsen voor reizigers waarvan 24 zitplaatsen en 17 staanplaatsen.

### Technische aspecten
De technische kenmerken van de eerste en tweede klas rijtuigen waren hetzelfde. De verlichting werd voorzien door Petroleumlampen. In de winter gebruikte men 'duiveltjes', dit zijn kleine zwarte kacheltjes. Het brandgevaar werd gemeden door de assen op tijd weg te vegen.

## Tramstation te Wommelgem

Tramstation Wommelgem

Bij de aanleg van de lijn werd een tramstation voorzien aan de Herentalsebaan tussen Melkerijstraat en de Welkomstraat. De tramstatie bezit een wisselspoor met daarvan aftakkend een doodlopend uitwijkspoor van 103,90m. Hier stonden de tuigen die op- en afgeladen moesten worden met goederen. Naast het uitwijkspoor werd een kasseienweg aangelegd. Toen de trams op elektriciteit gingen werken kwam er nog een uitwijkspoor bij. Deze lay-out is gebleven tot de afbraak in 1959.

## Foto's

Tram 42
Tramlijndienst 45 op het eindpunt in Wommelgem dorp
Halte Doorboom
Halte Fort 2

## Toekomst
In de toekomst zal er mogelijk terug een tram tot in Wommelgem rijden. Sinds 2015 rijdt er een tram via de Reuzenpijp naar de P&R aan de rand van Wommelgem.

### Internet
- Ongebruikte tunnel tegen 2015 in gebruik

### Boeken
- DE KAECK VZW., Jaarboek De krijter, Heemkundige kring Wommelgem, 5de jaargang nr.3, 1970, p. 111.
- DE KAECK VZW., Aloude heerlijkheid Wommelgem, Heemkundige kring Wommelgem, 1989, p. 496.
- DE KAECK VZW., Jaarboek De krijter, Heemkundige kring Wommelgem, 27ste jaargang, 1992, p. 174.
- KEUTGENS,E., Een eeuw mobiel met tram en bus, uitgeverij N.V. De Vlijt Antwerpen, 1986.

### Organisaties
- Heemkundige Kring De Kaeck vzw Wommelgem

### Foto's
- Heemkundige Kring De Kaeck vzw Wommelgem